# Bělá (přítok Jizery)
Bělá (též Bělský potok), je říčka v okrese Mladá Boleslav ve Středočeském kraji, pravostranný přítok řeky Jizery. Délka toku činí 15,03 km. Plocha povodí měří 158,73 km².

## Průběh toku

### Vrchbělské údolí
Bělá pramení v údolí u částečně zaniklé osady Vrchbělá, severozápadně od města Bělá pod Bezdězem, a teče převážně východním směrem hlubokým neckovitým údolím. Ve vrchbělském údolí, před 2. světovou válkou v době převážně německého osídlení, Bělá napájela celkem 7 rybníků (na celém toku dokonce 14 rybníků). Po vzniku bývalého vojenského prostoru Ralsko krátce po válce a zejména po obsazení Sovětskou armádou na konci 60. let 20. století, kdy se prostor rozšířil až do údolí, však došlo k celkové devastaci území a dodnes zůstaly zachovány pouze tři zanedbané rybníky (největší z nich se nazývá Vrchbělský rybník a je druhý v pořadí) s poškozenými hrázemi, ale přece jen funkčním odtokem. Zbylé rybníky v oblasti Vrchbělé se díky propadu hrází a dalšímu zanedbání změnily převážně v bezodtokové sezónní tůně, a jsou závislé na proměnlivé výšce hladiny dešťové a podzemní vody. Hlavní pramen Bělé je neurčitý, souvislý tok počíná svou cestu někde před prvním průtočným rybníkem, nicméně v oblasti je více vedlejších pramenů.

### Od Bělé pod Bezdězem k ústí
Na dalším toku za Vrchbělou říčka nejprve napájí městské koupaliště v Bělé pod Bezdězem a poté poblíž napájí dvojdílný protáhlý rybník Slon. Dále u osady Šubrtov jsou to rybník Netušil a Tůň Hájovna (zároveň přírodní památka Valcha) na drobném levobřežním přítoku zvaném Radechovské povodí a několik průmyslových nádrží v areálu Bělských papíren. U Malého Rečkova přechází říčka z katastrálního území Bělé pod Bezdězem na území města Bakov nad Jizerou. Ve Velkém Rečkově se Bělá spojuje s významným levobřežním přítokem, Rokytkou, jehož další rameno se k Bělé připojuje dále u sídel Malá Bělá a Nová Ves. U těchto sídel postupně mizí hluboké údolí Bělé. U jihovýchodního okraje Malé Bělé se pak říčka vlévá do Jizery na jejím 49. říčním kilometru, poblíž mostu vedoucího do Bakova nad Jizerou. V úseku od Bělé pod Bezdězem po Malou Bělou vede souběžně s říčkou železniční trať č. 080 (Bakov nad Jizerou – Jedlová), se kterou se říčka i křižuje a podtéká železniční násep celkem osmi propustky (mosty).

### Přítoky
- levé – Radechovské povodí, Rokytka

## Vodní režim
Průměrný průtok u ústí činí 0,53 m³/s.

## Kvalita vody
Úsek říčky za Bělskými papírnami dlouhodobě trpěl znečištěním odpadními vodami právě z papíren již od dob jejich založení v roce 1696. Bělské papírny bývaly největším znečišťovatelem na povodí horní Jizery. V roce 2005 podnik instaloval biologickou čističku odpadních vod. Poté se kvalita vody rapidně zlepšila (kvalita téměř na úrovni pitné vody) a postupně se ozdravilo i koryto a vodní vegetace. Čistička byla v provozu pouhé 3 roky, poté již nebyla třeba, protože v roce 2008 upadající podnik ukončil veškerou mokrou výrobu a stal se čistě zpracovatelským.

## Ochrana přírody
Mezi Malý a Velkým Rečkovem protéká přirozeně meandrující říčka národní přírodní památkou Klokočka, kde se ochraňuje mokřadní niva s velmi vzácnou rostlinou popelivkou sibiřskou. Obdobný biotop se stejnou rostlinou se nachází i v oblasti soutoku s Rokytkou mezi Velkým Rečkovem a Malou Bělou – toto území je chráněno jako národní přírodní památka Rečkov.
Kvalita vody a typ koryta Bělé zde umožnil již několikeré vysazení stovek raků.

## Rybaření
Po vyčištění vody byl na úseku od pramene po soutok s Rokytkou vyhlášen pstruhový revír 413 001 - Bělá 1 (Bělský potok) obhospodařovaný Místní organizací Českého rybářského svazu Bělá pod Bezdězem.

## Podzemní voda
Podél toku Bělé je několik pramenních jímek a vodojemů podzemní vody, z nichž se napájejí vodovody Mladoboleslavska, např. Hlučovské prameny v Bělé pod Bezdězem. Ve Velkém Rečkově je významná úpravna vody Rečkov.

## Z historie
Říčka poháněla v minulosti vodní kola a turbíny třinácti technických zařízení (mlýnů, pil, valchy, vodáren a papírny). Část z těchto staveb a vodních děl existuje dodnes. Z mlýnů je nejlépe dochován tzv. Podzámecký mlýn v Bělé pod Bezdězem.
Zajímavostí je, že po Mnichovské dohodě v září 1938 tvořila říčka mezi Malým Rečkovem a Novou Vsí hranice mezi Československem a Sudetami, zabranými Německem, po okupaci Čech a Moravy 15. března 1939 pak hranici Protektorátu Čechy a Morava.

## Fotogalerie

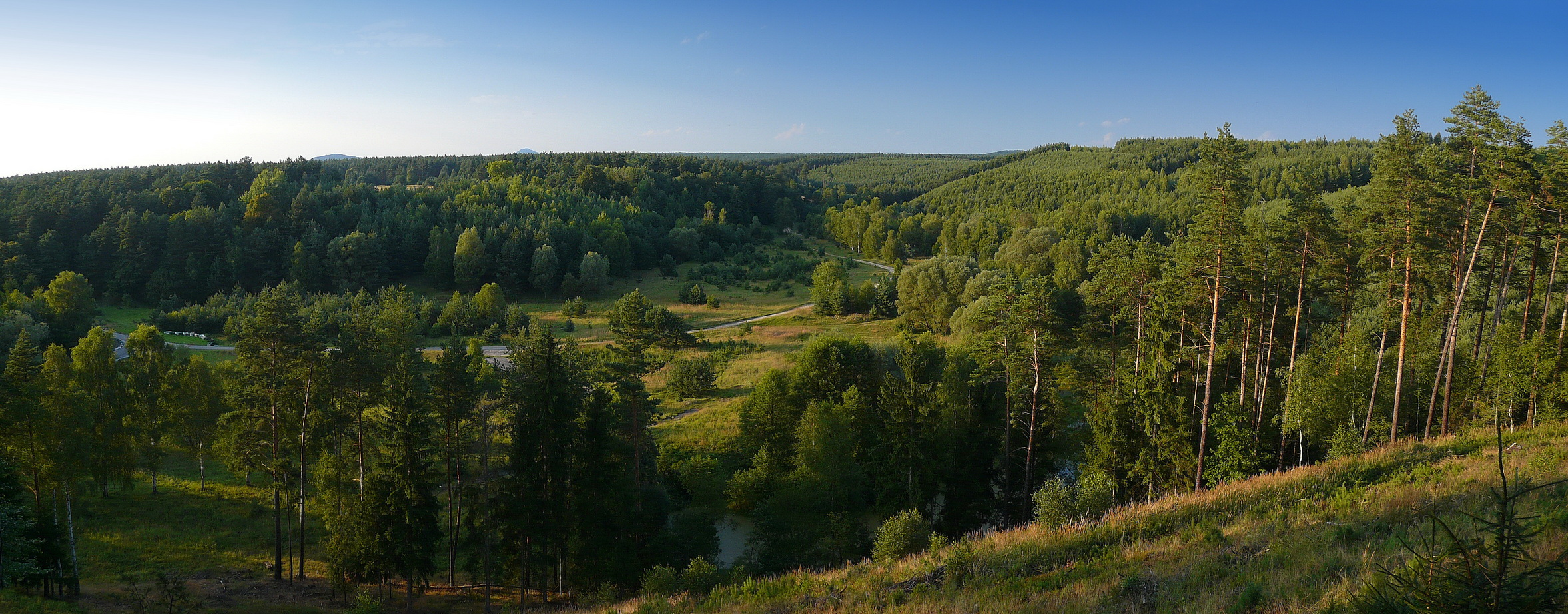
Údolí Bělé u Vrchbělé
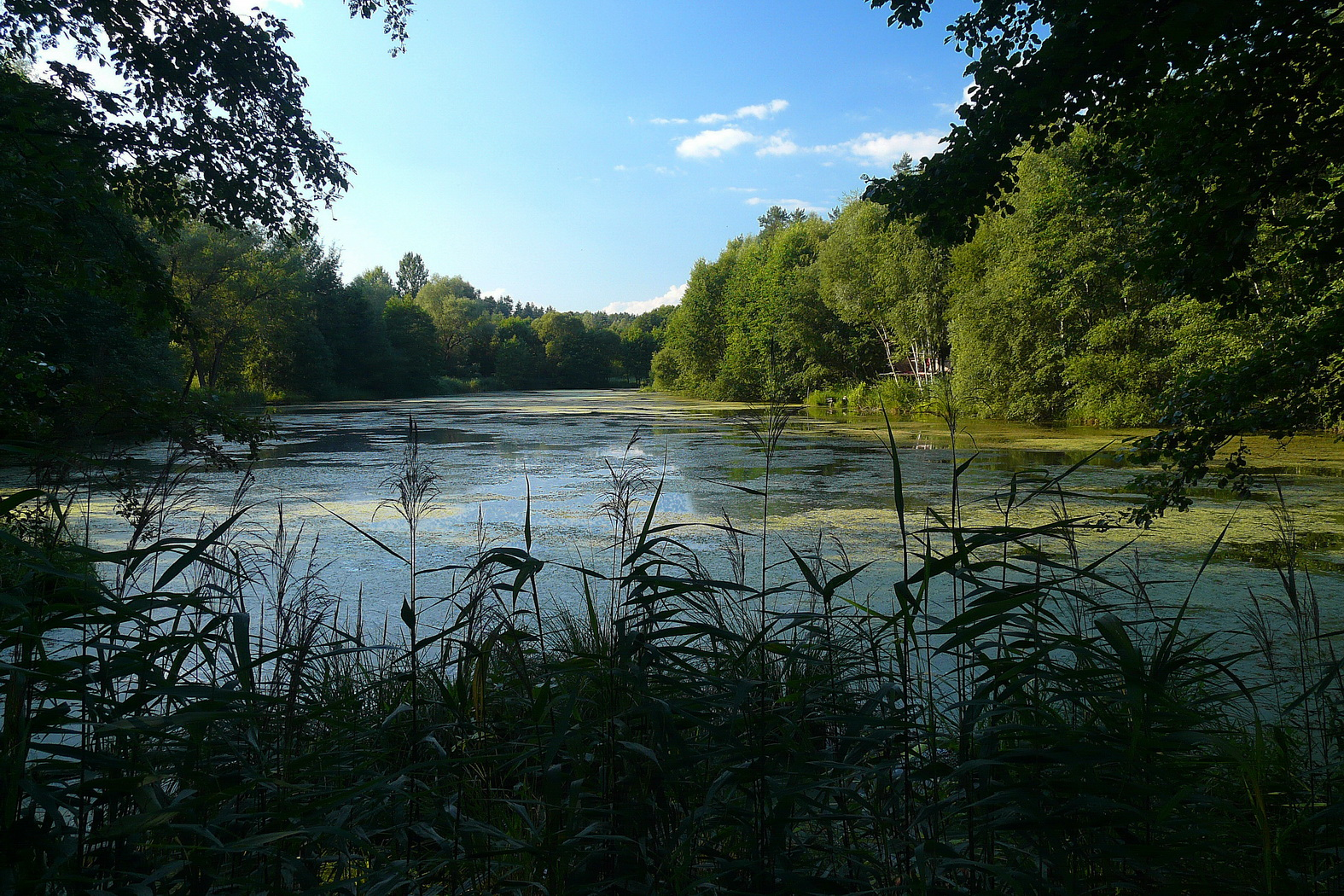
Vrchbělský rybník
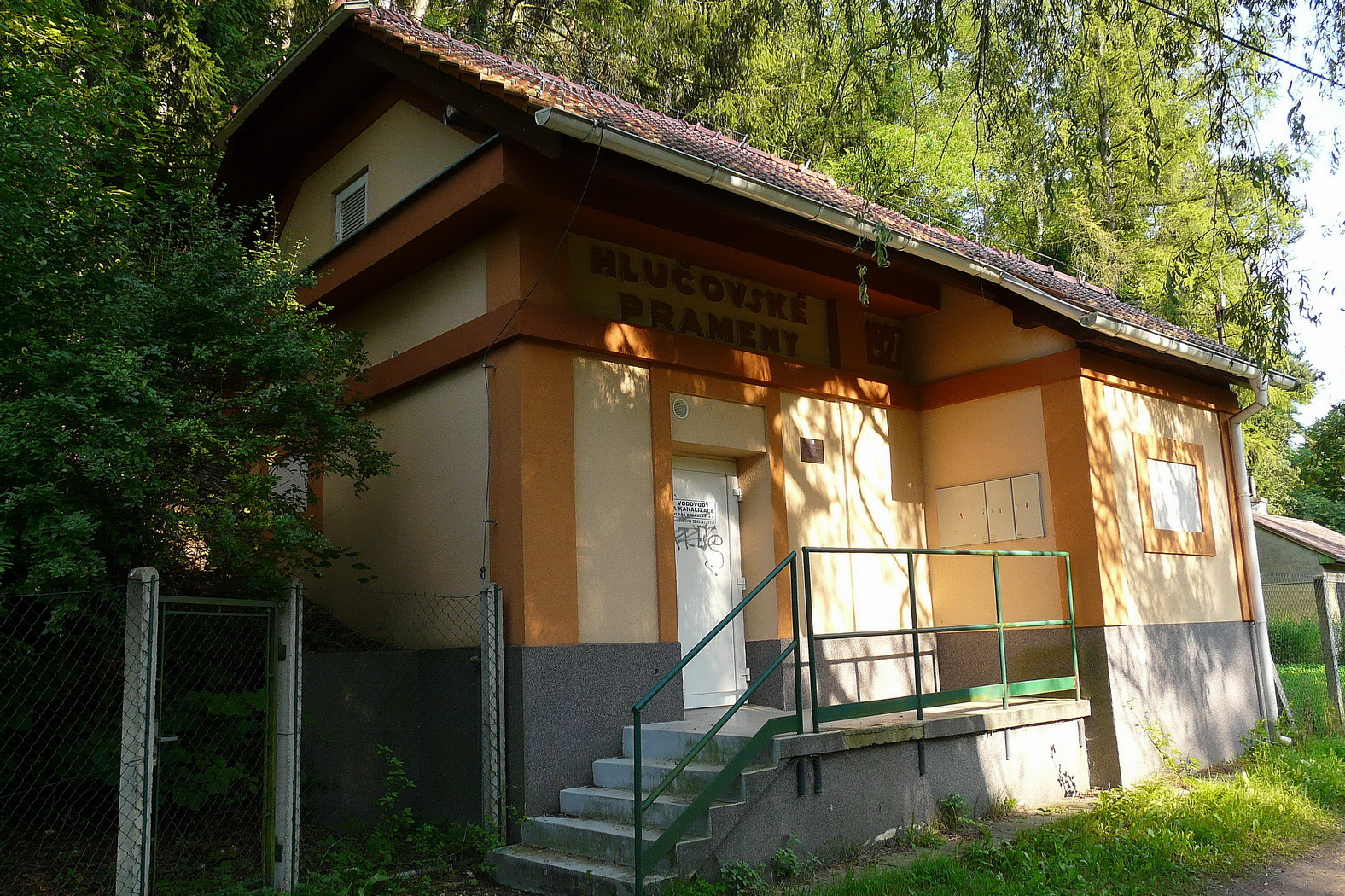
Hlučovské prameny
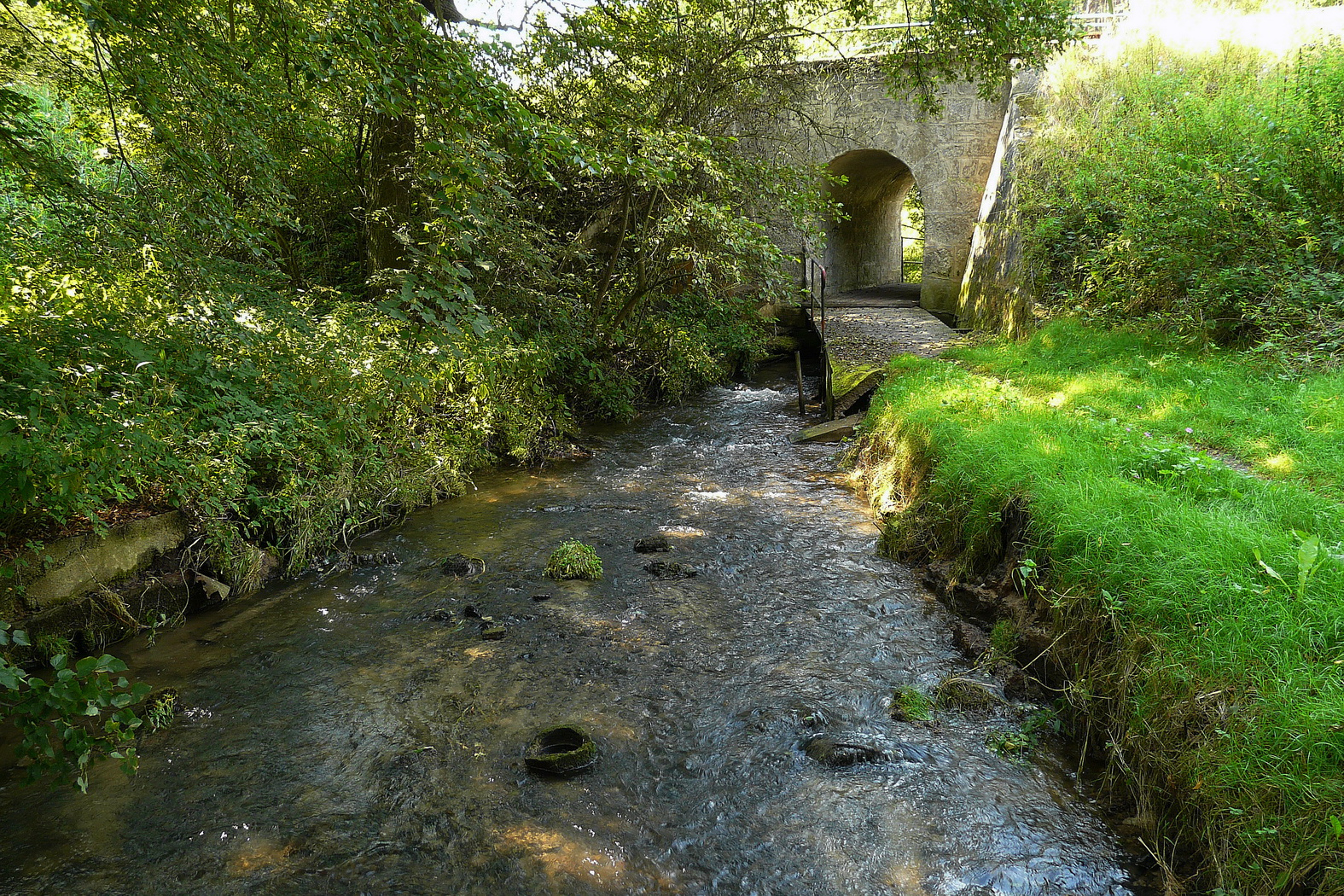
Bělá v Bělé p.B.
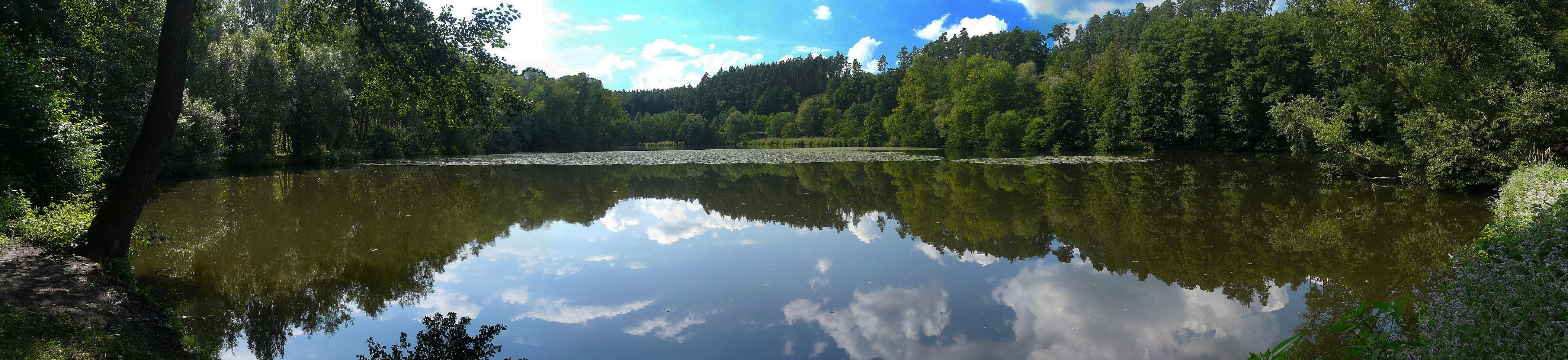
Rybník Netušil
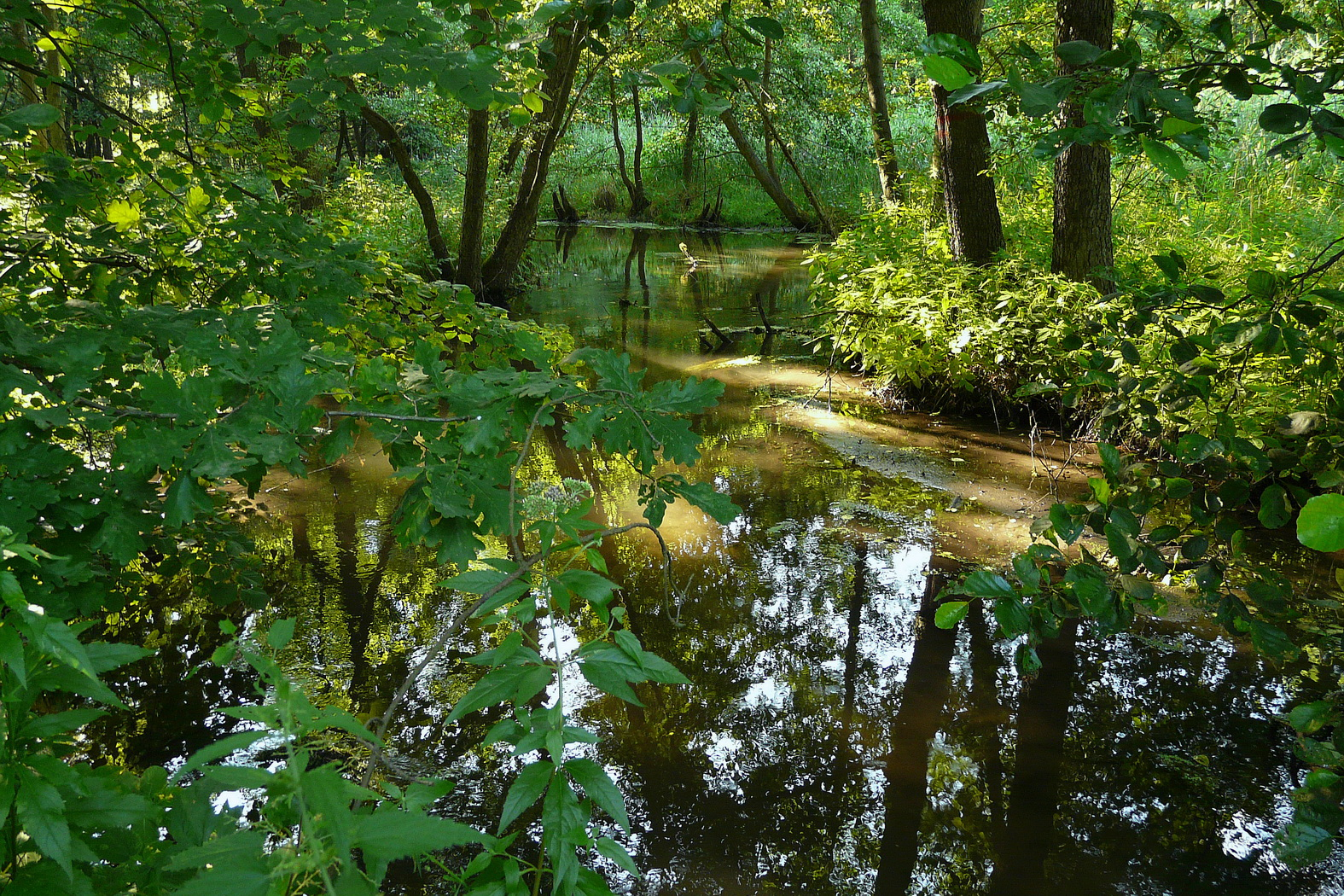
Bělá v NPP Klokočka
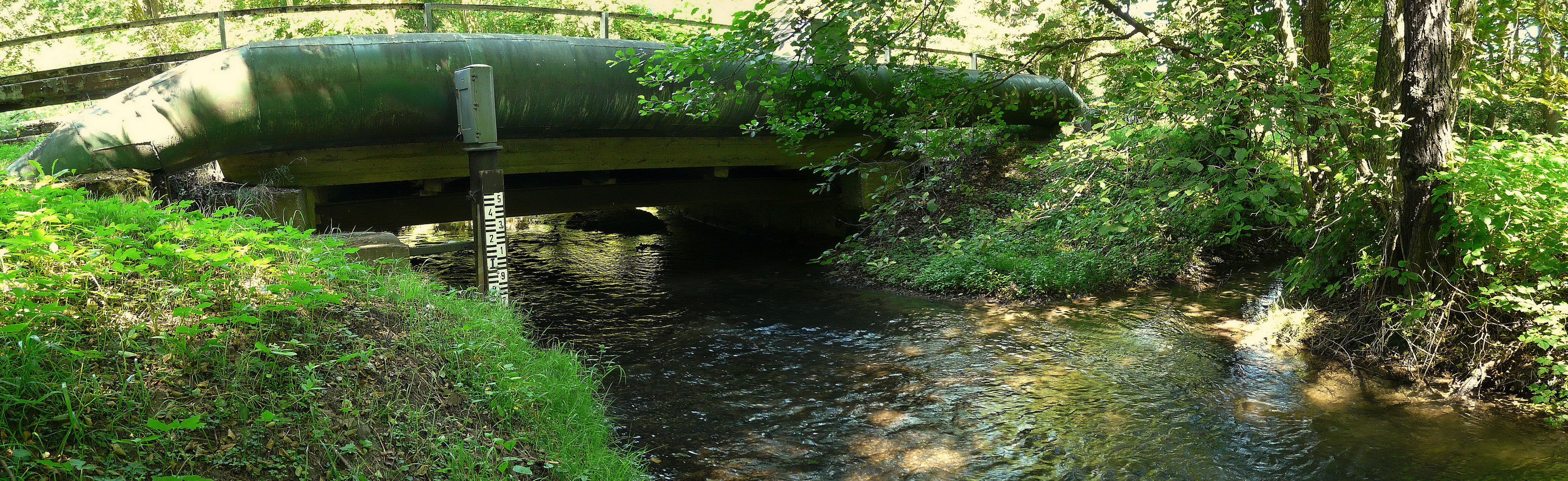
Soutok Bělé s Rokytkou
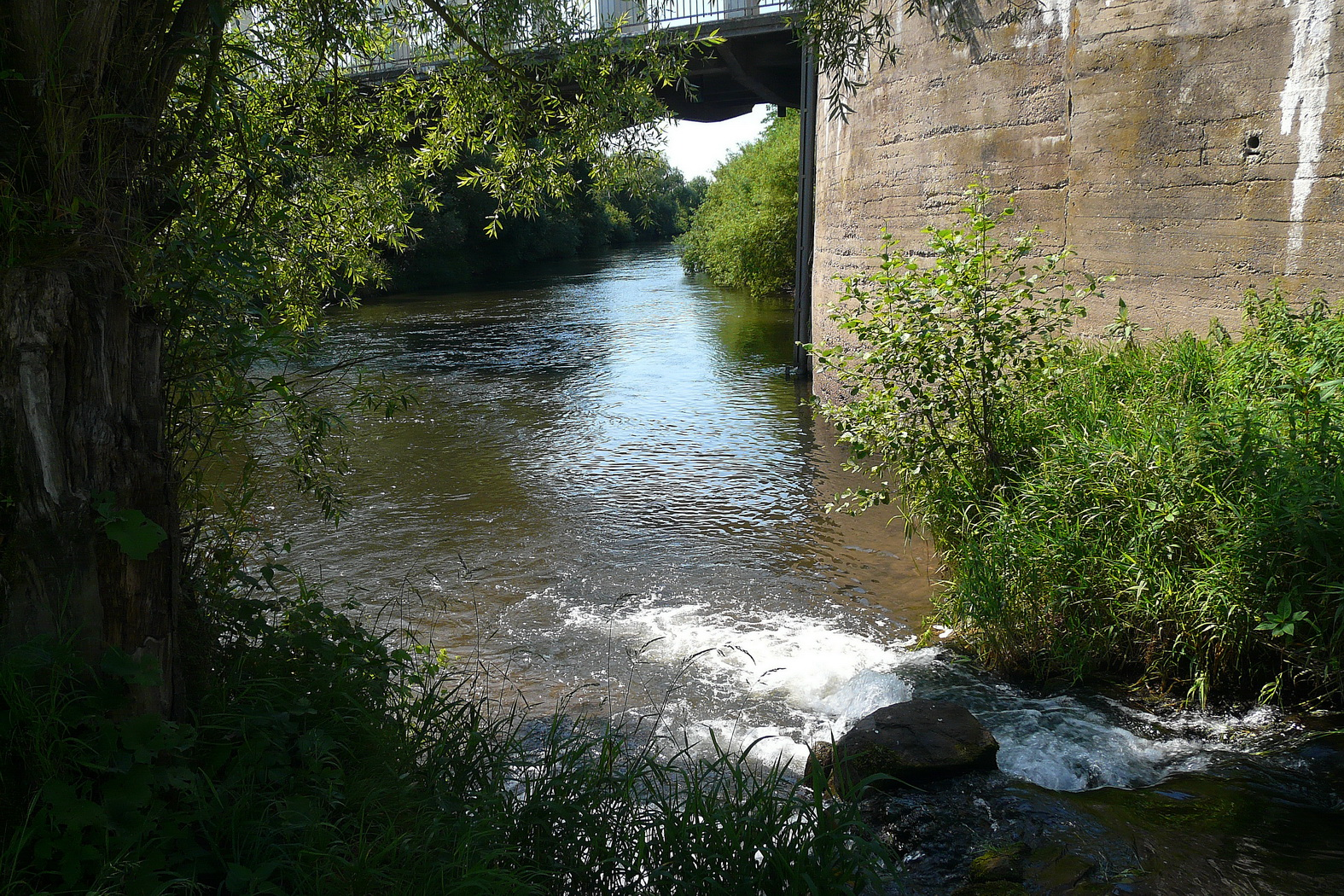
Soutok Jizery s Bělou